# Kings County (Kalifornie)
Kings County je okres ve státě Kalifornie v USA. K roku 2010 zde žilo 152 982 obyvatel. Správním městem okresu je Hanford. Na severu sousedí s Fresno County a na jihu s Kern County.